# 페테르 예르하르손
쿠르트 페테르 예르하르손(스웨덴어: Kurt Peter Gerhardsson, 1959년 8월 22일 ~ )은 스웨덴의 전직 축구 선수이자 축구 감독이다. 현재 스웨덴 여자 축구 국가대표팀의 감독을 맡고 있다.